# Luce (Schiff, 1961)
Die USS Luce (DDG-38) war ein zur Farragut-Klasse gehörender Zerstörer der United States Navy, der im Mai 1961 in Dienst gestellt wurde. Das Schiff blieb bis April 1991 im aktiven Dienst und lag anschließend in der Reserveflotte. 2005 erfolgte die Abwrackung der Luce.

## Geschichte
Die Luce wurde am 1. Oktober 1957 als zweite Einheit der Farragut-Klasse in der Werft von Bethlehem Steel in Quincy auf Kiel gelegt und lief am 11. Dezember 1958 vom Stapel. Die Indienststellung des Schiffes erfolgte am 20. Mai 1961 unter dem Kommando von Commander David H. Bagley. Benannt war es nach dem Admiral Stephen B. Luce (1827–1917), der 1884 das Naval War College gründete.
Nach Testfahrten war die Luce im April 1962 Teil der United States Sixth Fleet, ehe sie im Mai Flaggschiff der Commander Destroyer Division 84 wurde. Im August desselben Jahres kehrte das Schiff zur Sixth Fleet zurück und nahm gemeinsam mit britischen und französischen Einheiten an Manövern der NATO teil. Diese waren bis März 1963 abgeschlossen. Die Folgezeit verbrachte der Zerstörer mit Übungseinsätzen im Atlantik und der Ausbildung von Besatzungsmitgliedern.
Im Februar 1964 wurde die Luce an die Küste Zyperns beordert, um dort im Ernstfall amerikanische Staatsbürger zu evakuieren. Hierbei diente sie auch als Unterkunft für den damaligen United States Secretary of the Navy, Paul Nitze. Im Mai 1964 kehrte das Schiff als Geleitschutz des Flugzeugträgers Shangri-La zu ihrem Heimathafen in Florida zurück.
Im April 1965 wurde die Luce zur Guantanamo Bay Naval Base versetzt, um von dort aus bis Mai als Patrouille vor die Küste der Dominikanischen Republik eingesetzt zu werden. Anschließend nahm sie an Manövern im Mittelmeer sowie gemeinsam mit dem Zerstörer USS Corry (DD-817) im Schwarzen Meer teil.
Am 19. Januar 1966 ereignete sich ein Unfall an Bord des Schiffes in der Naval Station Mayport in Florida, als sich der Sprengkopf einer RIM-2 Terrier löste und etwa acht Fuß vom Zerstörer entfernt im Wasser einschlug. Es gab keine Verletzten, das Schiff blieb unbeschädigt.
Die Luce blieb knapp 30 Jahre lang bis zum 1. April 1991 im aktiven Dienst und wurde anschließend in die Reserveflotte überführt. Die Streichung aus dem Naval Vessel Register erfolgte am 20. November 1992. Im Juni 2005 ging das Schiff nach 14 Jahren Liegezeit zum Abwracken an Metro Machine in Philadelphia.